# میکائلا شیفرین
میکائلا شیفرین (انگلیسی: Mikaela Shiffrin؛ زادهٔ ۱۳ مارس ۱۹۹۵) اسکی‌باز آلپاین اهل ایالات متحده آمریکا است. او بیشترین قهرمانی در مسابقات جهانی در بین اسکی بازان آلپاین (مردان و زنان) را دارد و یکی از بزرگ‌ترین اسکی بازان آلپاین در تمامی ادوار به حساب می‌آید. شیفرین با ۱۸ سال و ۳۴۵ روز جوانترین قهرمان اسلالوم در تاریخ اسکی آلپاین المپیک است.
از افتخارات وی می‌توان به کسب مدال طلا در بازی‌های المپیک زمستانی ۲۰۱۴ و بازی‌های زمستانی ۲۰۱۸ اشاره کرد.

## المپیک
شیفرین که در بازی‌های المپیک زمستانی ۲۰۱۴ در سوچی روسیه برنده اسلالوم شد، پس از اولین دوش پیشتاز بود و تقریباً در دومی سقوط کرد، اما در رزا خوتور به پیروزی رسید. سه هفته قبل از تولد ۱۹ سالگی، او جوانترین قهرمان اسلالوم در تاریخ المپیک شد. سه روز قبل، او در غول اسلالوم، که در باران برگزار شد، پنجم شد.
او در بازی‌های المپیک زمستانی ۲۰۱۸ در پیونگ چانگ شرکت کرد، جایی که مدال طلا را در اسلالوم غول پیکر و مدال نقره را در ترکیبی به دست آورد. او در اسلالوم با وجود اینکه برای کسب مدال طلا در این ماده مورد علاقه بود، چهارم شد.